# Cuộc đua xe đạp tranh Cúp truyền hình Thành phố Hồ Chí Minh 2013
Cuộc đua xe đạp toàn quốc tranh Cúp truyền hình Thành phố Hồ Chí Minh 2013 là giải đấu lần thứ 25 của Cuộc đua xe đạp toàn quốc tranh Cúp truyền hình Thành phố Hồ Chí Minh do Ban Thể dục - Thể thao, Đài Truyền hình Thành phố Hồ Chí Minh và Tổng cục Thể dục thể thao Việt Nam phối hợp tổ chức, diễn ra từ ngày 13 tháng 4 đến ngày 30 tháng 4 năm 2013. Cuộc đua gồm 16 chặng với tổng lộ trình 1913 km, bắt đầu bằng chặng đua vòng quanh Sân vận động Quốc gia Mỹ Đình, Hà Nội và kết thúc tại Hội trường Thống Nhất, Thành phố Hồ Chí Minh. Tổng cộng có 11 đội đua trên cả nước tham gia cuộc đua lần này.
Trần Thanh Điền của đội Bảo vệ thực vật Sài Gòn giành áo vàng lẫn áo trắng trong cuộc đua lần này, và là vận động viên trẻ nhất trong lịch sử giải giành được áo vàng (ở 16 tuổi 314 ngày).

## Công bố
| Giải thưởng         | Tiền thưởng      |
| ------------------- | ---------------- |
| Áo vàng             | 100.000.000 đồng |
| Áo chấm đỏ          | 40.000.000 đồng  |
| Áo xanh             | 40.000.000 đồng  |
| Áo trắng            | 20.000.000 đồng  |
| Đồng đội chung cuộc | 60.000.000 đồng  |
| Đội phong cách      | 20.000.000 đồng  |

Thông tin về Cuộc đua xe đạp toàn quốc tranh Cúp Truyền hình Thành phố Hồ Chí Minh 2013 được công bố vào ngày 4 tháng 4 năm 2013 trong một cuộc họp báo trước khi khởi tranh giải. Ban tổ chức đã công bố lộ trình cuộc đua với tổng chiều dài 1913 km.
Đài Truyền hình Thành phố Hồ Chí Minh cho biết việc tổ chức này nhằm đánh dấu cột mốc 25 năm tổ chức cuộc đua, đồng thời hướng tới kỷ niệm 38 năm ngày Giải phóng miền Nam - Thống nhất đất nước, 127 năm ngày Quốc tế Lao động và 123 năm ngày sinh của Chủ tịch Hồ Chí Minh.

## Danh sách tham dự
Cuộc đua lần thứ 25 quy tụ các đội đua:
- Bảo vệ thực vật Sài Gòn (BSG)
- Eximbank Thành phố Hồ Chí Minh (EXB)
- Quân khu 7 (QK7)
- Quân đội (QDO)
- ADC Truyền hình Vĩnh Long (ADC)
- Bảo vệ thực vật An Giang (BAG)
- Dược Domesco Đồng Tháp (DDT)
- Cỏ May Đồng Tháp (CDT)
- BTV Bình Dương (TBD)
- Bến Tre (BTR)
- Đống Đa Hà Nội (HNO)

## Lộ trình và kết quả từng chặng
| Chặng | Ngày       | Đoạn đường                                                               | Khoảng cách        | Kết quả từng chặng     | Kết quả từng chặng      | Kết quả từng chặng         |
| Chặng | Ngày       | Đoạn đường                                                               | Khoảng cách        | Nhất                   | Nhì                     | Ba                         |
| ----- | ---------- | ------------------------------------------------------------------------ | ------------------ | ---------------------- | ----------------------- | -------------------------- |
| 1     | 13 tháng 4 | Vòng đua quanh Sân vận động Quốc gia Mỹ Đình (Hà Nội) (25 vòng x 1,8 km) | 45 km              | Huỳnh Thanh Tùng (QK7) |                         |                            |
| 2     | 14 tháng 4 | Hà Nội đi Thanh Hóa                                                      | 160 km             |                        |                         |                            |
| 3     | 15 tháng 4 | Thanh Hóa đi Vinh (Nghệ An)                                              | 137 km             | Võ Văn Tuấn (BTR)      |                         |                            |
| 4     | 16 tháng 4 | Vinh đi Đồng Hới (Quảng Bình, đèo Ngang)                                 | 199 km             | Bùi Minh Thụy (ADC)    | Huỳnh Thanh Tùng (QK7)  | Trần Nguyễn Minh Trí (CDT) |
| 5     | 17 tháng 4 | Đồng Hới đi Huế                                                          | 160 km             | Lê Văn Duẩn (EXB)      | Đỗ Tuấn Anh (DDT)       |                            |
| 6     | 18 tháng 4 | Vòng đua Trường Tiền - Phú Xuân (Huế) (20 vòng x 2,1 km)                 | 42 km              |                        |                         |                            |
| —     | 19 tháng 4 | Nghỉ tại Huế                                                             | Nghỉ tại Huế       | Nghỉ tại Huế           | Nghỉ tại Huế            | Nghỉ tại Huế               |
| 7     | 20 tháng 4 | Huế đi Đà Nẵng (đèo Phú Gia, Phước Tượng, Hải Vân)                       | 109 km             | Lâm Công Danh (BAG)    | Nguyễn Trường Tài (DDT) | Trịnh Đức Tâm (ADC)        |
| 8     | 21 tháng 4 | Vòng đua thành phố Đà Nẵng                                               | 52 km              | Phan Hoàng Thái (CDT)  |                         |                            |
| 9     | 22 tháng 4 | Đà Nẵng đi Quảng Ngãi                                                    | 131 km             | Huỳnh Thanh Quân (QK7) |                         |                            |
| 10    | 23 tháng 4 | Quảng Ngãi đi Quy Nhơn (Bình Định)                                       | 179 km             |                        |                         |                            |
| 11    | 24 tháng 4 | Quy Nhơn đi Tuy Hòa (Phú Yên)                                            | 101 km             | Giang Thanh Tuấn (QDO) | Nguyễn Vũ Linh (CDT)    | Trần Duy Thái (QDO)        |
| 12    | 25 tháng 4 | Tuy Hòa đi Nha Trang (Khánh Hòa, đèo Cả)                                 | 131 km             |                        |                         |                            |
| —     | 26 tháng 4 | Nghỉ tại Nha Trang                                                       | Nghỉ tại Nha Trang | Nghỉ tại Nha Trang     | Nghỉ tại Nha Trang      | Nghỉ tại Nha Trang         |
| 13    | 27 tháng 4 | Nha Trang đi Đà Lạt (Lâm Đồng, đèo Khánh Lê, Giang Ly)                   | 137 km             | Lê Ngọc Sơn (DDT)      | Trịnh Đức Tâm (ADC)     |                            |
| 14    | 28 tháng 4 | Vòng đua hồ Xuân Hương (Đà Lạt) (10 vòng x 5,2 km)                       | 52 km              |                        |                         |                            |
| 15    | 29 tháng 4 | Đà Lạt đi Bảo Lộc (Lâm Đồng)                                             | 110 km             |                        |                         |                            |
| 16    | 30 tháng 4 | Bảo Lộc đi Thành phố Hồ Chí Minh                                         | 168 km             | Bùi Minh Thụy (ADC)    |                         |                            |

## Xếp hạng chung cuộc
|                 | Vận động viên          | Đội                            | Tham khảo |
| --------------- | ---------------------- | ------------------------------ | --------- |
| Áo vàng         | Trần Thanh Điền        | Bảo vệ thực vật Sài Gòn        | [ 2 ]     |
| Áo chấm đỏ      | Nguyễn Thành Tâm       | Bảo vệ thực vật An Giang       | [ 2 ]     |
| Áo xanh         | Lê Văn Duẩn            | Eximbank Thành phố Hồ Chí Minh | [ 2 ]     |
| Áo trắng        | Trần Thanh Điền        | Bảo vệ thực vật Sài Gòn        | [ 2 ]     |
| Giải đồng đội   | Dược Domesco Đồng Tháp | Dược Domesco Đồng Tháp         | [ 2 ]     |
| Giải phong cách | Quân khu 7             | Quân khu 7                     | [ 2 ]     |

## Truyền hình
Các chặng đua được truyền hình trực tiếp trên kênh HTV9, HTV Thể Thao và VTV2.

## Nhà tài trợ
- Tân Hiệp Phát
- Bia Sài Gòn